# Ranunculus gobicus
Ranunculus gobicus är en ranunkelväxtart som beskrevs av Carl Maximowicz. Ranunculus gobicus ingår i släktet ranunkler, och familjen ranunkelväxter. Inga underarter finns listade i Catalogue of Life.